# سيسيليا فرنسيس
سيسيليا فرنسيس (بالإنجليزية: Cecilia Francis) هي منافسة ألعاب القوى نيجيرية، ولدت في 17 سبتمبر 1996 في ولاية لاغوس في نيجيريا.

## وصلات خارجية
- سيسيليا فرنسيس على موقع الاتحاد الدولي لألعاب القوى (الإنجليزية)